# Calcio in Svizzera
Il calcio in Svizzera è praticato da più di 272 000 giocatori tesserati ai quali vanno aggiunti altri 158 751 praticanti a livello giovanile. Nel paese ci sono circa 1 450 club in attività. Il calcio iniziò a diffondesi in Svizzera negli anni 1890, il primo campionato si disputò nel 1897 e nel 1895 nacque l'Associazione Svizzera di Football. Le nazionali, sia quella maschile che quella femminile, hanno ottenuto, nel corso della loro storia, buoni risultati.

## Storia

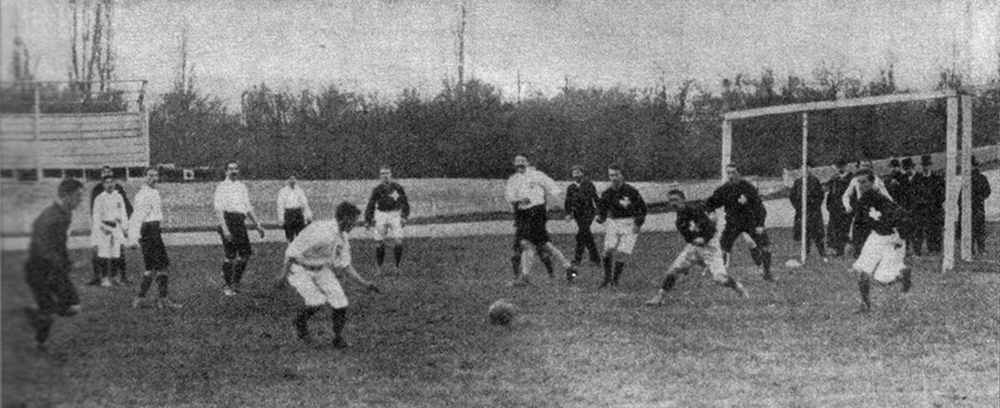
Francia-Svizzera del 1905 a Parigi, prima partita della Nazionale elvetica maschile.

## I campionati

### Maschile
Il campionato svizzero di calcio è suddiviso in 9 livelli. La Super League è il massimo livello professionistico, seguito dalla Challenge League. Successivamente c'è il terzo livello, la Prima Lega Promotion, e al quarto livello c'è la Prima Lega Classic, suddivisa in tre gironi; lo stesso discorso vale per la Seconda Lega interregionale che è però suddivisa in sei campionati. Dal sesto al nono ed ultimo livello (Seconda Lega, Terza Lega, Quarta Lega e Quinta Lega) i campionati sono considerati dilettantistici e pertanto sono organizzati dalle associazioni regionali.
Questo sistema è stato introdotto nel 2012: l'unica differenza rispetto a quello precedente è l'istituzione della Prima Lega Promotion, che prima non c'era.

### Femminile
Il campionato svizzero femminile di calcio è suddiviso in 5 livelli. La Women's Super League è il massimo livello professionistico, seguito dalla Lega Nazionale B. Successivamente c'è il terzo livello, la Prima Lega, suddivisa in tre gironi. Dal quarto al quinto ed ultimo livello (Seconda Lega e Terza Lega) i campionati sono considerati dilettantistici e pertanto sono organizzati dalle associazioni regionali.

## Le coppe nazionali ed internazionali

### Maschile
La coppa nazionale Coppa Svizzera vede la partecipazione delle 26 squadre di Super League e Challenge League più 38 squadre degli altri campionati professionistici per un totale di 64 squadre. Le 38 squadre provenienti dai campionati minori devono effettuare delle fasi di qualificazione. La prima Coppa Svizzera venne giocata nel 1925, ma la competizione ha avuto due predecessori:
- l'Anglo Cup: disputata per quattro volte, dal 1909/10 al 1912/13 secondo il regolamento della Coppa d'Inghilterra.
- la Och Cup: fu cancellata dopo due edizioni (1920/21 e 1921/22) causa difficoltà di calendario.

Dal 1972 al 1982 fu disputata la Coppa di Lega svizzera, un torneo dove si affrontavano le squadre che militavano nei campionati di Lega Nazionale A e Lega Nazionale B.

### Femminile
La coppa nazionale femminile Coppa Svizzera vede la partecipazione delle 10 squadre di Women's Super League più 22 squadre degli altri campionati professionistici per un totale di 32 squadre. Le 22 squadre provenienti dai campionati minori devono effettuare delle fasi di qualificazione. La prima Coppa Svizzera venne giocata nel 1976.

## Le nazionali
La Nazionale di calcio della Svizzera ha giocato la sua prima partita internazionale nel 1905 contro la Francia perdendo per 1-0. La squadra ha partecipato a nove campionati mondiali, arrivando tre volte ai quarti di finale: 1934, 1938, 1954. A livello continentale ha preso parte tre volte ai campionati europei, uscendo sempre al primo turno.
A livello giovanile la nazionale under-21 è arrivata seconda al Campionato europeo di calcio Under-21 del 2011. Mentre la selezione under-17 ha vinto mondiali di categoria nel 2009 e gli europei del 2002
La Nazionale di calcio femminile della Svizzera ha giocato la sua prima partita internazionale nel 1972 contro la Francia pareggiando per 2-2.